# 那莱王
那莱（1629年2月16日—1688年7月11日），又称拉玛铁菩提三世（รามาธิบดีที่ 3）、那萊大帝，暹罗阿瑜陀耶王国国王，1656年至1688年在位，他无疑是阿瑜陀耶王朝最出名的一位国王。在位期间將王国打造成阿瑜陀耶史上最富庶繁榮的黃金時期，他与中东以及西方国家的外交往来十分频繁，帶來巨大的通商利益更讓國家富強，因此被後世尊稱為「大帝」。
晚年，那莱王对希腊探险家康斯坦丁·华尔康带来的西方科技很感兴趣，任命他为王国的宰相。在华尔康的安排下，暹罗与法国路易十四的朝廷有十分密切的外交往来，暹罗上层阶级和国防充满了法国士兵及传教士。统治的法国官员及本地的暹罗官员之间发生冲突，最终导致了1688年的革命，终结了他的统治。那莱王在位期间著名事件还有1662年至1664年期间入侵缅甸，摧毁短暂独立的信哥拉苏丹国（位于今宋卡），以及1687年暹罗-英国战争。

## 生涯
巴沙·通死后，那莱的兄长昭法猜继承王位。那莱与叔父西·索探玛拉差联手杀死了昭法猜，推戴叔父登位。然而叔侄二人不和，那莱又杀害了叔父，自己登上王位。
1663年，大量孟族人自缅甸东吁王朝统治下逃离，要求归附阿瑜陀耶王国。那莱王对他们加以保护，对此缅甸十分厌恶，对暹罗发起进攻，要求遣返这些孟族人。那莱王反击，在今日北碧府治县及赛育县一带击败了缅甸，翌年乘胜攻入缅甸本土。在包围蒲甘期间因兵粮用尽，返回本国。
那莱王在位期间，阿瑜陀耶王朝在外交方面有很大发展。此时代是英国、法国的重商主义时代。因而英国人频繁到访暹罗。那莱王给他们自由贸易的许可。另一方面，那莱王让他们成为皇家船只，与亚洲各国贸易。在此期间，罗马教皇历山七世及法国国王路易十四的英国人传教士使团来访。这些传教士们在教育和医疗方面对阿瑜陀耶王朝作出贡献。
1664年，暹罗华侨与荷兰商人发生冲突。武装的华侨对荷兰人经营的工厂进行袭击。翌年，愤怒的荷兰东印度公司派出挂着葡萄牙国旗的武装船只封锁了曼谷湾，逮捕中国船只作为人质，要求独占皮革制品等相关贸易。那莱王不得已，只得接受了这个要求。此时那莱王在华富里建立副都。此事件以后，那莱王不再信任荷兰人。
1670年，希腊人康斯坦丁·华尔康来到阿瑜陀耶，一度出国，再返回暹罗，成为高级官员，掌握着外交实权。
1667-1671年，那莱王對吉蘭丹發兵，並擄走統治者Puteri Saadong（莎東公主），為阻止戰火波及國民，莎東公主以自身為交換條件被迫前往暹羅，直到1671年莎東公主治愈那莱王的疾病後獲釋回國，這件事是東南亞女性政治史及馬來西亞的國殤事件。
1673年，路易十四送来亲笔国书。作为回应那莱王在八年后派使节送礼，但使节遭遇海难。两年后再派出使节。此后，法国派外交官亚历山大·德·肖蒙来访，试图游说那莱王改宗基督教，但那莱王没有答应。

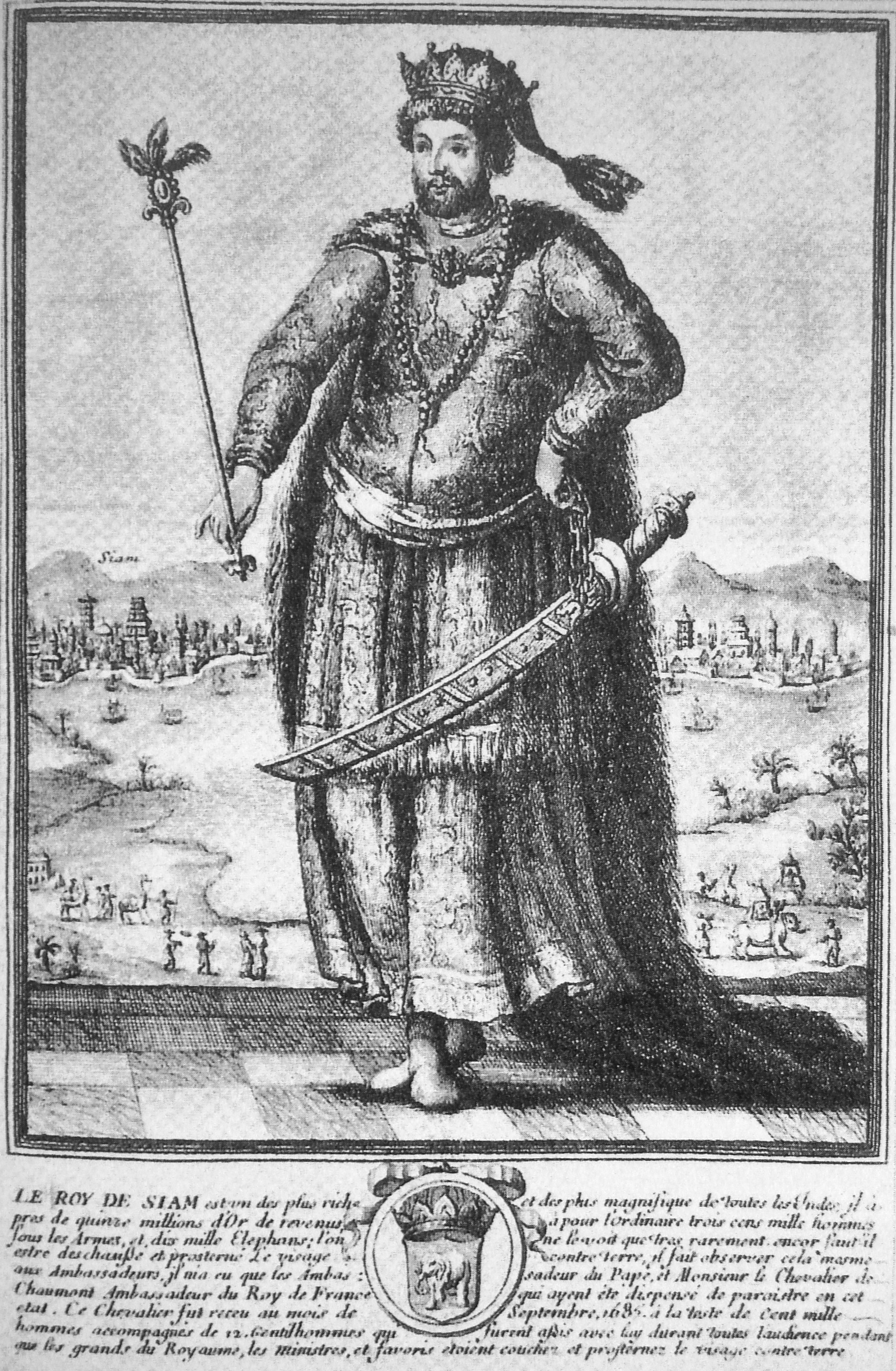
17世紀法國人所繪的那萊大帝

翌年也就是1684年，在德·肖蒙归国之际，那莱王派遣戈沙班为使节出访法国。戈沙班在法国受到欢迎，阿瑜陀耶的军队受到法国的训练，三年后，带着新任大使西蒙·德·拉卢贝尔一起归国。德·拉卢贝尔带着636名法国士兵要求进入阿瑜陀耶城，那莱王因在与荷兰对立中学得的经验，认为危险，拒绝了这个要求。
德·拉卢贝尔归国之际，与第四次访法使节团同行。此后那莱王死后便与法国不再交流，外交关系急速恶化，暹罗开始锁国。那萊王在位時的開放與廣泛外交，讓耶穌會與波斯使者留下對阿瑜陀耶古城的豐富史料，對此城在17世紀的風俗民情和宮廷生活之刻畫寫下了印象深刻的描述（有些紀錄誇述此城有百萬人口）。這讓後代史學家在面對1767年緬甸殘破阿瑜陀耶古城、首都淪為廢墟的慘狀後，有幸從外國史料來重建古城的歷史真相，而非遺忘此城的繁華榮景。